# Åke Södergren
Åke Södergren är en svensk fackföreningsledare som var förbundsordförande för Svenska Livsmedelsarbetareförbundet (Livs) mellan 1996 och 2005.
Han har en bakgrund som facklig studieansvarig på Nedre Norrlands Producentförenings mejeri i Sundsvall; lokalombudsman för både Handelsanställdas förbund och Livs samt förhandlingsombudsman för Livs.
Södergren var också utsedd som expert vid den statliga utredningen "God sed vid lönebildning – Utvärdering av Medlingsinstitutet" (SOU 2006:32), författad av Göran Tunhammar. Han var stationerad på Näringsdepartementet mellan juni 2005 och mars 2006 och understödde Tunhammar under dennes arbete med utredningen.
Södergren har också fött upp och ägt en travhäst, vid namn Large Bowl, som vann 23 av 128 deltagande lopp och inbringade nästan 800 000 svenska kronor i prispengar.